# SVG Leichttriebwagen

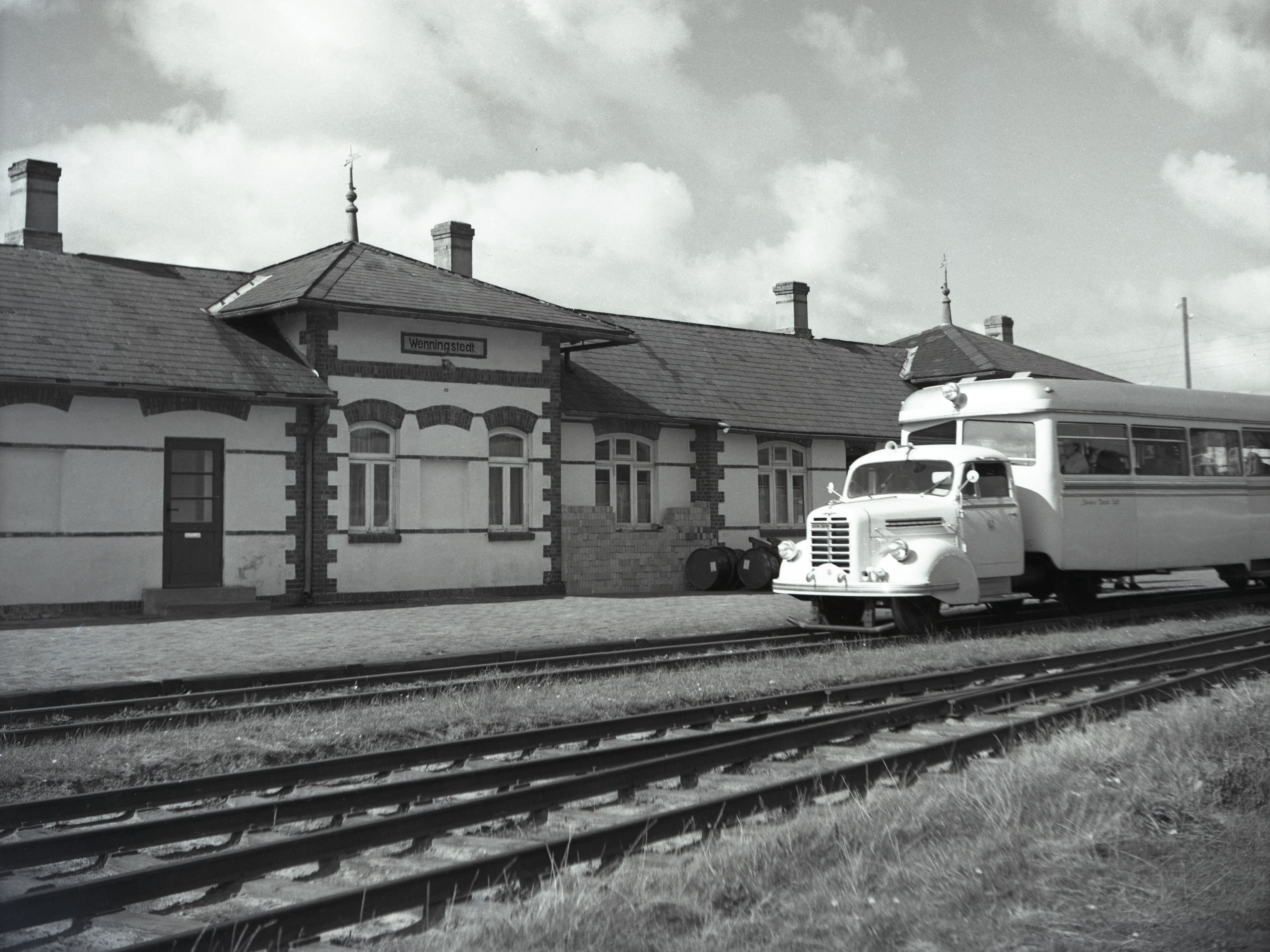
Leichttriebwagen am 5. September 1953 in Wenningstedt

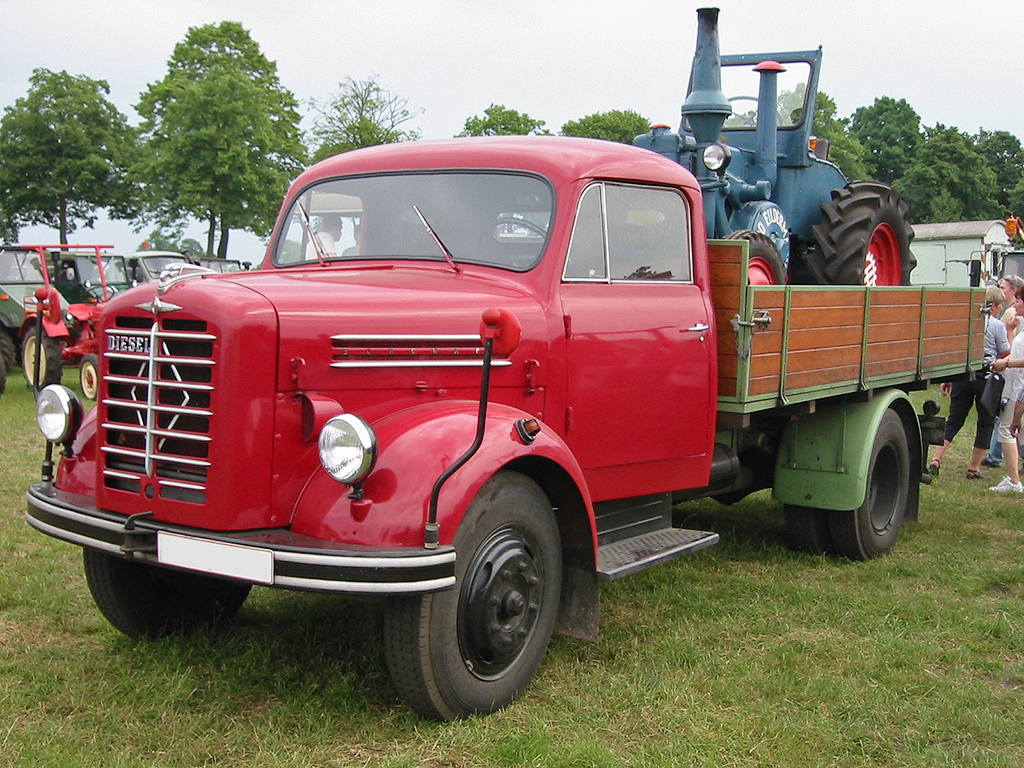
Solche Borgward-Lkw dienten als Basis für den Umbau – hierauf wurden die Auflieger montiert

Die SVG Leichttriebwagen sind Triebzüge der Sylter Verkehrsgesellschaft (SVG), die auf der ehemaligen Sylter Inselbahn eingesetzt wurden. Die Wagenkästen wurden als Sattelauflieger von der SVG in eigener Werkstatt auf für Schienenbetrieb umgerüstete Borgward-Sattelzugmaschinen aufgebaut.

## Geschichte
Die Sylter Inselbahn benötigte Anfang der 1950er Jahre für ihren leichten Oberbau in Sandbettung leichte Triebfahrzeuge. Die gebraucht angebotenen Triebwagen waren oft zu schwer. So kam man auf die unkonventionelle Lösung, normale Borgward-Lkw des Typs B 4500 als Zugmaschinen mit Aufliegern als Wagen einzusetzen.
Nachdem ein Triebzug erfolgreich (um)gebaut worden war, wurden nach und nach noch vier weitere Triebzüge erstellt, die die Nummern LT 1 bis LT 5 erhielten. Sie unterschieden sich aber zumindest teilweise untereinander. Der LT 5 hatte eine andere Aufliegerkonstruktion, außerdem zunächst eine doppelte Klapptür, bevor auch er eine Schiebetür erhielt, die allerdings nicht innenlaufend wie bei den anderen Fahrzeugen, sondern außenlaufend angebracht war. Der LT 1 hatte eine doppelte Scheuerleiste unter den Fenstern erhalten, die späteren Fahrzeuge nur noch eine einfache. Wahrscheinlich sind Auflieger und Zugmaschinen auch untereinander getauscht worden, die Fahrzeugnummer war nur am Auflieger angeschrieben.
Anfangs waren die Triebwagen elfenbeinfarben lackiert, zuletzt waren sie in leicht unterschiedlichen Rottönen mit einem cremefarbenen Fensterband lackiert.
Dazwischen gab es manch andere Farbgebung, z. B. das Führerhaus ganz in Rot oder elfenbein/blauer Farbgebung (LT 3 und 4) oder elfenbein/grüner (LT 5) Wagenkasten. Ab Mitte der 1960er Jahre trugen die Triebwagen Außenwerbung für Nivea und die Brauerei Beck’s.
Die Triebwagen trugen zeitweise auch Namen: Schöne Insel Sylt, Westerland, Hörnum, Kampen, und List.
Da die Triebzüge als Einrichtungsfahrzeuge nur mit der Zugmaschine voraus fahren konnten, mussten sie an den Endpunkten gewendet werden. Dazu wurden in Westerland, List und Hörnum Drehscheiben gebaut. Am Auflieger war eine Balancierhebelkupplung angebracht, um die Beiwagen oder andere Personen- oder Gepäckwagen anzukuppeln, bis zu zwei Wagen konnten gezogen werden. Vorn am Zugwagen war nur eine Prallplatte an der Stoßstange befestigt, die Rangierschäden vermeiden sollte.
Außerdem wurden zwei Personenwagen (Nr. 6 und 7) in ähnlicher Konstruktion als Beiwagen gebaut, ein vorhandener Personenwagen  wurde in ähnlicher Bauweise neu aufgebaut, er war länger als die anderen Beiwagen, hatte größere gummigefasste abgerundete Fenster und eine außenliegende Schiebetür.

## Konstruktive Merkmale
Die Lkw-Fahrgestelle wurden dazu mit Eisenbahnrädern versehen, diese hatten zwischen Radkörper und Radreifen ein Gummielement. Die Vorderachse war mit den originalen Achslagern ausgestattet, die Hinterachse erhielt zusätzlich noch eine mit Federpaketen am Fahrgestell befestigte Außenlagerung. Mindestens eines der Führerhäuser hatte – zumindest zeitweise – über dem Beifahrersitz eine Mannluke wie bei den Lkw für den Katastrophenschutz, die zur gleichen Zeit hergestellt wurden.
Der Wagenaufbau wurde mit U-Profilen in Leichtbauweise hergestellt, die Außenwandverkleidung war aus 1-mm-Stahlblech. Die Dachpartie war im abgerundeten Bereich aus Blech, in der Mitte aus mit Tuch bespanntem Holz. Die Drehgestelle für die hintere Abstützung des Wagenkastens stammten von ausgemusterten Personenwagen.
Mittig war beidseitig eine breite Schiebetür eingebaut. Seitlich davon waren je drei Fenster, in der Stirnfront zwei Fenster, am Heck ein großes Fenster mit zwei seitlichen Eckfenstern.

## Verbleib
Erhalten blieb lediglich der LT 4, der über verschiedene Stationen 1978 zum Hannoverschen Straßenbahn-Museum gelangte. Der Geschäftsführer der Sylter Adler-Schiffe GmbH erwarb 2013 das Fahrzeug, um es zu restaurieren. Inzwischen hat die Restaurierung begonnen.
Im Jahr 2017 waren die Aufbauten soweit aufgearbeitet, dass sie wieder mit Radsätzen versehen werden können. Bis zum Jahr 2020 sind 200.000 € für die Restaurierung aufgewendet worden, das Projekt ist jedoch aus Budgetgründen ins Stocken geraten, weitere 100.000 € müssen wohl aufgebracht werden.